# Negro de carbón

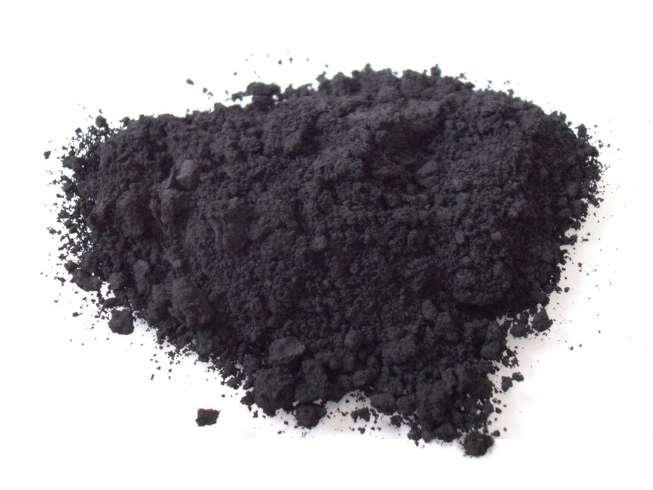
Negro de carbón

El negro de carbón es un material producido por la combustión incompleta de los productos derivados del petróleo. Es una forma de carbono amorfo con una relación superficie-volumen extremadamente alta y que como tal es uno de los primeros nanomateriales ampliamente usados. Es parecido al negro de humo salvo por su elevada relación superficie-volumen. El negro de carbón se usa a menudo como pigmento y como refuerzo en productos de goma y plástico. Es un conocido carcinógeno y daña el tracto respiratorio si se inhala, debido a su alto contenido en hidrocarburos policíclicos aromáticos, aunque la estructura del negro de carbono hace que los PAHs no se liberen por lo que no está demostrada su peligrosidad.

## Usos comunes
El uso más común (70 %) del negro de carbón es como pigmento y base de refuerzo en neumáticos para automóviles. El negro de carbón también ayuda a disipar el calor de las zonas de la huella y el cinturón del neumático, reduciendo el daño térmico e incrementando la vida de la goma. Las partículas de negro de carbón también se emplean en algunos materiales absorbentes de radar y en los tóneres de impresoras.
Se ha investigado para su uso en condensadores de cemento
Se espera que la producción total de 2006 sea de unas 78 932 789 t. Cerca del 20 % de la producción mundial se emplea en cinturones, mangueras y otros artículos de goma. El resto se usa en tintas y como pigmento para otros productos diferentes de neumáticos.
Se ha propuesto fabricar condensadores de cemento usando el negro de carbón 

### Material de refuerzo
El menor uso en volumen del negro de carbón es como relleno de refuerzo en los productos de goma, especialmente los neumáticos para vehículos. Aunque un vulcanizado puro de SBR tiene una fuerza ténsil no superior a 2,5 MPa y una resistencia a la abrasión prácticamente inexistente, mezclado al 50 % de peso con negro de carbón mejora su fuerza ténsil y resistencia al desgaste como se detalla en la siguiente tabla:
| Nombre                   | Abrev. | Desig. ASTM | Tamaño de partícula (nm) | Fuerza ténsil (MPa) | Abrasión relativa en lab. | Abrasión relativa en carret. |
| ------------------------ | ------ | ----------- | ------------------------ | ------------------- | ------------------------- | ---------------------------- |
| Super Abrasion Furnace   | SAF    | N110        | 20-25                    | 25,2                | 1,35                      | 1,25                         |
| Intermediate SAF         | ISAF   | N220        | 24-33                    | 23,1                | 1,25                      | 1,15                         |
| High Abrasion Furnace    | HAF    | N330        | 28-36                    | 22,4                | 1,00                      | 1,00                         |
| Easy Processing Channel  | EPC    | N300        | 30-35                    | 21,7                | 0,80                      | 0,90                         |
| Fast Extruding Furnace   | FEF    | N550        | 39-55                    | 18,2                | 0,64                      | 0,72                         |
| High Modulus Furnace     | HMF    | N683        | 49-73                    | 16,1                | 0,56                      | 0,66                         |
| Semi-Reinforcing Furnace | SRF    | N770        | 70-98                    | 14,7                | 0,68                      | 0,60                         |
| Fine Thermal             | FT     | N880        | 180-200                  | 12,6                | 0,22                      | -                            |
| Medium Thermal           | MT     | N990        | 250-350                  | 9,8                 | 0,18                      | -                            |

Prácticamente todos los productos de goma para los que las propiedades de resistencia a la tensión y la abrasión son cruciales usan negro de carbono, por lo que son de color negro. Donde las propiedades físicas son importantes pero se desean otros colores distintos al negro, como en el caso de las zapatillas deportivas blancas, el cuarzo ahumado es un rival decente del negro de carbono en cuanto a mejora de la resistencia. Los compuestos basados en cuarzo también están ganando cuota de mercado en la fabricación de neumáticos gracias a que proporcionan mejores consumos debido a su menor pérdida de rodaje respecto a los neumáticos con negro de carbono. Tradicionalmente han tenido peor resistencia a la abrasión, pero la tecnología de los compuestos de cuarzo ha mejorado gradualmente hasta igualar la del negro de carbono aunque a un mayor coste.

### Pigmento
El negro de carbón (Colour Index International PBL-7) es el nombre de un pigmento negro común, tradicionalmente producido a partir de la carbonización de materiales orgánicos como la madera o el hueso. Está formado de carbono puro y su color negro se debe a que prácticamente no refleja luz en la parte visible del espectro. Se le conoce por varios nombres, cada uno de los cuales refleja un método tradicional de producción:
- Negro marfil, producido tradicionalmente por carbonización de marfil o hueso animal (véase carbón animal).
- Negro vid, producido tradicionalmente por carbonización de tallos y parras de vides desecadas.
- Negro humo, producido tradicionalmente a partir del negro de humo recogido de las lámparas.

Métodos modernos de producir negro de carbón han dejado obsoletas estas fuentes tradicionales, si bien algunos materiales se siguen produciendo usando estos métodos antiguos para fines artesanales.